# Liste von Mühlen an der Elbe

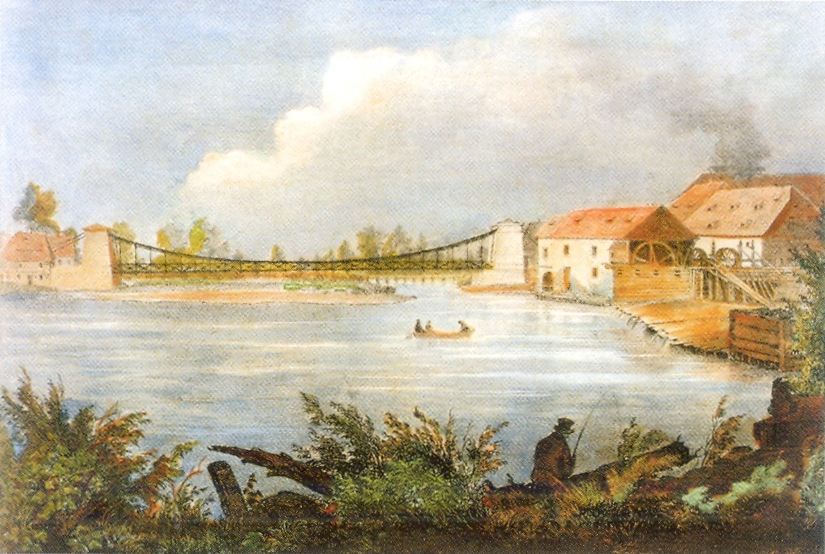
Kettenbrücke und Schlossmühle in Podiebrad (1845)

Die Liste von Mühlen an der Elbe/Labe gibt eine Übersicht über die historischen Wassermühlen an der Elbe (tschech. Labe) in Tschechien unabhängig davon, ob sie noch existieren oder bereits verfallen und abgerissen sind. Es wurden über 80 Mühlenstandorte erfasst. Viele Mühlen existieren nicht mehr, einige sind umgebaut und dienen anderen Zwecken.

## Legende
- Lage: Ortsteil bzw. Gemarkung sowie Straßenname und Hausnummer. Der Link Standort führt zur Kartendarstellung.
- Objekt: Name der Mühle.
- Beschreibung: Angabe baulicher und geschichtlicher Einzelheiten, von Denkmaleigenschaften sowie ehemaligen Besitzern oder Bewohnern der Mühle.
- ÚSKP-Nr.: Mühlen, die unter Denkmalschutz stehen, werden hier eingetragen. Der Link Katalog führt zur tschechischen Denkmalliste. Ein ggf. vorhandenes Icon  führt zu den Angaben bei Wikidata.
- Bild: zeigt ein Bild der Mühle und gegebenenfalls einen Link zu weiteren Fotos.

## Liste von Mühlen an der Elbe-Labe in Tschechien
Die Liste der ehemaligen Mühlen ist entsprechend der örtlichen Lage von der Quelle bis zur Grenze nach Sachsen.
| Lage                                                       | Objekt                                        | Beschreibung | ÚSKP-Nr.                  | Bild                                       |
| ---------------------------------------------------------- | --------------------------------------------- | --- | ------------------------- | ------------------------------------------ |
| Špindlerův Mlýn 11 (Standort)                              | Spindelmühle                                  | ehem. Spindelmühle, urspr. Spindlers Mühl – Špindlerův, Vřetenový mlýn am Oberlauf der Elbe (Labe). Die Spindelmühle ist eine stillgelegte Wassermühle in Špindlerův Mlýn, die zwischen den Straßen Špindlerovská und Svatopetrská stand. Die Mühle existierte seit 1784, war ein Wahrzeichen und eine Dominante des Zentrums der nach ihr benannten Bergstadt Špindlerův Mlýn und wurde 2022 abgerissen. | Wikidata-Objekt anzeigen  | weitere Bilder                             |
| Špindlerův Mlýn, OT Labská (Standort)                      | Erste Krausemühle                             | ehem. Erste Krausemühle – První Krausův mlýn; urspr. unterhalb des Ortsteils Labská (Krausebauden) an der Elbe gelegen. Beim Bau der Krausebauden-Talsperre (Labská přehrada) abgerissen und überflutet. |                           | BW                                         |
| Špindlerův Mlýn, Přední Labská 47 (Standort)               | Michl-Mühle                                   | ehem. Michl-Mühle – Michlův mlýn am Dřevařský potok; Originalmühle aus dem späten 19. Jahrhundert, später abgebrannt und anschließend im alpenländischen Stil zu einem Gästehaus umgebaut, derzeit als Touristeninformationszentrum genutzt. |                           | BW                                         |
| Vrchlabí, Horská 547 (Standort)                            | Krause-Mühle Hohenelbe                        | ehem. Krause-Mühle Hohenelbe (Herkelsdorf) – Krausův, Rotterův mlýn, auch Mlýn Herlíkovice. Die urspr. Mühle wurde zum Gästehaus umgebaut. |                           | BW                                         |
| Vrchlabí, Bucharova (Standort)                             | Gottstein-Mühle Oberhohenelbe                 | ehem. Gottstein-Mühle Oberhohenelbe – Gottsteinův mlýn a pila im OT Hořejší Vrchlabí, abgerissen (wüst) |                           | BW                                         |
| Vrchlabí, nám. Míru 202 (Standort)                         | Stadtmühle Hohenelbe                          | ehem. Stadtmühle Hohenelbe – Městský mlýn; Rest der Mühle jetzt als Wohnhaus genutzt. Das Gebäude ist auf dem Bild rechts vom Pfarrhaus sichtbar. |                           | Stadtmühle Hohenelbe                       |
| Dolní Branná 122 (Standort)                                | Ullmann-Mühle Hennersdorf                     | ehem. Ullmann-Mühle Hennersdorf – Ullmanův mlýn Dolní Branná; ursprünglich eine Mühle, später Papierfabrik. |                           | BW                                         |
| Kunčice nad Labem 22 (Standort)                            | Pelsdorfer Mühle                              | ehem. Pelsdorfer Mühle – Kunčický mlýn; urspr. große Mühle, heute ein Reifenservice. |                           | BW                                         |
| Dolní Dvůr 146 (Standort)                                  | Schreier-Mühle Niederhof                      | ehem. Schreier-Mühle Niederhof – Schreierův mlýn Dolní Dvůr am Kotelský potok (Kesselbach). Die Mühle wurde in der zweiten Hälfte des 19. Jahrhunderts erbaut, jetzt Pension „Bouda na potoce“. |                           | BW                                         |
| Dolní Dvůr 3 (Standort)                                    | Dorfmühle Niederhof                           | ehem. Dorfmühle Niederhof – Mlynářka an der Malé Labe (Kleine Elbe); eine ehemalige Mühle, später zur Fabrik umgebaut, jetzt Pension und Restaurant Mlynářka. |                           | BW                                         |
| Horní Lánov 48 (Standort)                                  | Mahrle-Mühle Ober Langenau                    | ehem. Mahrle-Mühle Ober Langenau – Mahrlův mlýn Horní Lánov an der Malé Labe (Kleine Elbe); die Mühle war im Jahr 1930 im Besitz von Gustav Mahrle. |                           | Mahrle-Mühle Ober Langenau                 |
| Dolní Lánov 8 (Standort)                                   | Richter-Mühle Nieder Langenau                 | ehem. Richter-Mühle Nieder Langenau – Richterův mlýn Dolní Lánov an der Malé Labe (Kleine Elbe); Mühle, jetzt ein Wohnhaus |                           | BW                                         |
| Prosečné 43 (Standort)                                     | Proschwitzer Mühle                            | ehem. Proschwitzer Mühle – Prosečenský mlýn an der Malé Labe (Kleine Elbe); verfallene Mühle am Mühlgraben an der Dorfstraße |                           | BW                                         |
| Hostinné, Na Valech (Standort)                             | Elbemühl Arnau                                | ehem. Elbemühl Arnau – Balatkův, Labský mlýn, brusírna dřeva in Hostinné an der Elbe; urspr. Mühle, später zu einer Holzmahlmühle umgebaut, im Besitz der ehem. Aktiengesellschaft Pražský labský mlýn: „Elbemühl“ sowie Wasserkraftwerk der Papierfabrik Gebrüder Kiesling, jetzt MVE vodní elektrárna Labský mlýn. | 12320/6-5627 Info Katalog | weitere Bilder                             |
| Dolní Olešnice 138 (Standort)                              | Wonk-Mühle Nieder Oels                        | ehem. Wonk-Mühle Nieder Oels – Wonkův mlýn in Dolní Olešnice. Das verfallene Mühlengebäude aus der zweiten Hälfte des 19. Jahrhunderts steht an der Straße von Debrné nach Nové Zámky. Der Antrieb der Mühle erfolgte über einen Mühlgraben. | Wikidata-Objekt anzeigen  | Wonk-Mühle Nieder Oels                     |
| Debrné 28 (Standort)                                       | Neumann-Mühle Döberle                         | ehem. Neumann-Mühle Döberle – Linhardův, Neumannův mlýn Debrné. Die Mühle wurde 1843/44 erbaut und später zu einer Flachsspinnerei umgebaut. |                           | BW                                         |
| Dolní Brusnice 11 (Standort)                               | Mühle Nieder Prausnitz                        | ehem. Mühle Nieder Prausnitz - Staffův mlýn am Brusnický potok | 20370/6-3452 Info Katalog | Mühle Nieder Prausnitz                     |
| Bílá Třemešná, OT Tešnov (Standort)                        | Teschner Mühle                                | ehem. Teschner Mühle – Tešnovský mlýn. Die Mühle wurde beim Bau der Talsperre Les Království (Talsperre Königreichwald) Dvůr Králové nad Labem, OT Verdek abgerissen, jetzt im Stauraum der Talsperre. |                           | BW                                         |
| Bílá Třemešná (Standort)                                   | Rösler-Mühle                                  | ehem. Rösler-Mühle oder Abgebrannte Mühle – Rezlerův, Röslerův, Peterův, Vyhořelý mlýn. Die Rösler-Mühle brannte 1880 ab und wurde nicht wieder aufgebaut, jetzt im Stauraum der Talsperre Les Království. |                           | BW                                         |
| Bílá Třemešná 282 (Standort)                               | Wasserkraftwerk Tešnov                        | Wasserkraftwerk Vodní elektrárna Tešnov unterhalb der Talsperre Les Království. Das Wasserkraftwerk wurde 1923 fertiggestellt. Nach dem Umbau im Jahr 2005 verfügt es über eine moderne Turbomaschine mit horizontalen Francis-Turbinen mit einer Leistung von 2120 kW. Steht als Teil der Talsperre Les Království unter Denkmalschutz. | 24486/6-3435 Info Katalog | weitere Bilder                             |
| Dvůr Králové nad Labem,Verdek 63 (Standort)                | Jarolímek-Mühle Werdeck                       | ehem. Jarolímek-Mühle Werdeck – Jarolímkův mlýn Verdek; Besitzer der Mühle war der Mühlen- und Sägewerksbesitzer Ferdinand Jarolímek (1934). |                           | BW                                         |
| Dvůr Králové nad Labem, Jiráskova 207 (Standort)           | Walkmühle Königinhof an der Elbe              | ehem. Walkmühle Königinhof an der Elbe – Valcha mlýn Dvůr Králové nad Labem; erste Mühle am Mühlgraben der Stadt. |                           | BW                                         |
| Dvůr Králové nad Labem, Husova (Standort)                  | Gebrannte Mühle Königinhof an der Elbe        | ehem. Gebrannte Mühle Königinhof an der Elbe – Hoření mlýn Dvůr Králové nad Labem; zweite Mühle am Mühlgraben der Stadt, abgerissen 1939/40. |                           | BW                                         |
| Dvůr Králové nad Labem, Eklova 312 (Standort)              | Röhrich-Mühle Königinhof an der Elbe          | ehem. Röhrich-Mühle Königinhof an der Elbe – Röhrichův mlýn Dvůr Králové nad Labem; dritte Mühle am Mühlgraben der Stadt, jetzt JUTA a.s. |                           | BW                                         |
| Dvůr Králové nad Labem, Žireč 16 (Standort)                | Schurzer Mühle                                | ehem. Schurzer Mühle – Žirečský mlýn, Pavlíčkův mlýn; Mühle mit Turbine zur Stromerzeugung, das Mühlengebäude wird jetzt als Lagerhaus genutzt. |                           | BW                                         |
| Stanovice u Kuksu 14 (Standort)                            | Spork-Mühle Kuks                              | ehem. Spork-Mühle Kuks – Šporkův mlýn Stanovice u Kuksu. Barocke Mühle um die Wende vom 16. zum 17. Jahrhundert am Mühlgraben erbaut, um 1700 im Besitz von Franz Anton von Sporck (1662–1738). Um 1836 als Mühle mit Sägewerk genannt. Der Komplex besteht aus einem Mühlengebäude und Wirtschaftsgebäuden. Das Hauptgebäude ist ein zweistöckiger Backsteinbau mit Mansarddach. Die Mühlenausstattung ist teilweise original erhalten. Seit den 1930er Jahren als Wasserkraftwerk mit drei Turbinen zur Stromerzeugung betrieben. Gegenwärtig sind das Sägewerk und die Stromerzeugung in Betrieb, jetzt ein Gästehaus. Neben der Mühle befindet sich das Wasserkraftwerk Stanovice II. | 50496/6-6044 Info Katalog | weitere Bilder                             |
| Heřmanice nad Labem 17 (Standort)                          | Mühle Hermanitz an der Elbe                   | ehem. Hermanitzer Mühle – Heřmanický mlýn; urspr. eine Mühle vom Ende des 17. Jahrhunderts, Ende des 19. Jahrhunderts abgebrannt und an dieser Stelle eine mit Wasserkraft betriebene Weberei errichtet, jetzt eine Mühle mit Turbine zur Stromerzeugung erbaut. |                           | Mühle Hermanitz an der Elbe                |
| Hořenice 45 (Standort)                                     | Horschenitzer Mühle                           | ehem. Horschenitzer Mühle – Hořenický mlýn. Die Mühle existierte 400 Jahre und wurde im März 2017 abgerissen. |                           | BW                                         |
| Jaroměř-Pražské Předměstí, Na Kameni 25 (Standort)         | Mühle und Flachsspinnrei Jermer               | ehem. Mühle und Flachsspinnrei Jermer in der Prager Vorstadt – Hubrykovský, Bakalářský nebo Podskalní mlýn Jaroměř. Die Mühle befand sich am nördlichen Stadtrand von Jaroměř. Seit 1848 war sie im Besitz von Joseph Ettrich (1819–1902), dem Gründer der ersten Jutespinnerei in Böhmen. Die Mühle wurde später zu einer mechanischen Flachsspinnerei umgebaut, die zunächst nur mit Wasserkraft angetrieben wurde. Späterer Umbau zur Industriemühle und JUTE-Fabrik Jaroměř, jetzt JUTA a.s. Auf dem Areal befindet sich auch die Ettrich-Villa von 1873. |                           | weitere Bilder                             |
| Jaroměř, náměstí Československé armády 18 (Standort)       | Stadtmühle Jermer                             | ehem. Stadtmühle Jermer – Jaroměřský, Podzední mlýn. Ehem. Stadthaus Nr. 1, unter Denkmalschutz, jetzt Post. | 17906/6-4451 Info Katalog | Stadtmühle Jermer                          |
| Jaroměř-Jakubské Předměstí, Kostelní 37, 38 (Standort)     | Genert-Mühle oder Kirchenmühle Jermer         | ehem. Genert-Mühle oder Kirchenmühle Jermer in der Jacobi-Vorstadt – Podkostelní, Podklášterní, Genertův mlýn Jaroměř |                           | Genert-Mühle oder Kirchenmühle Jermer      |
| Jaroměř-Josefov, 5. května 30 (Standort)                   | Festungsmühle Josefstadt                      | ehem. Festungsmühle in der Josefstadt – Pevnostní mlýn Josefov; Barockmühle von 1787/88, Getreidemühle für die Militärgarnison der Festung Josefov. Nach Aufhebung der Festung wurde die Mühle zu einem Wasserwerk und Militärbad umgebaut. | 23023/6-1761 Info Katalog | weitere Bilder                             |
| Černožice nad Labem 17, Okres Hradec Králové (Standort)    | Tschernoschitzer Mühle                        | ehem. Tschernoschitzer Mühle – Černožický, Černovský mlýn; Mühle am östlichen Ortsrand aus dem 16. Jahrhundert, 1893 abgebrannt, später Gebäude einer Textilfabrik errichtet, jetzt Rotexim a.s. |                           | Tschernoschitzer Mühle                     |
| Smiřice, Mlýnská 110 (Standort)                            | Klein-Mühle Smirschitz                        | ehem. Klein-Mühle Smirschitz – Smiřický, Voženílkův, Kleinův mlýn, Šrotovna in Smiřice; Mühle, 1989 abgerissen |                           | BW                                         |
| Předměřice nad Labem, Průmyslová 107 (Standort)            | Automatische Mühle Predmeritz an der Elbe     | ehem. Mühle Predmeritz an der Elbe – Předměřický mlýn Automat, Voženílkův mlýn; mlýn Na starých in Předměřice; Umbau der alten Holzmühle 1925 durch den Unternehmer Josef Voženílek zu einer modernen Mühle, genannt Automatische Mühle |                           | Automatische Mühle Predmeritz an der Elbe  |
| Předměřice nad Labem, Hradecká 1 (Standort)                | Predmeritzer Mühle                            | ehem. Predmeritzer Mühle – Předměřický mlýn Budín, Voženílkův mlýn; mlýn Na nových in Předměřice; Mahlmühle mit einer Turbine zur Stromerzeugung, 1922 gekauft vom Unternehmer Josef Voženílek. Die Turbine wurde nach 1980 demontiert. | Wikidata-Objekt anzeigen  | Predmeritzer Mühle                         |
| Hradec Králové-Plácky, Kydlinovská 25/1 (Standort)         | Mühle Kydlínov                                | ehem. Mühle – mlýn Kydlínov; Mühle mit einer Turbine zur Stromerzeugung, das Gebäude befindet am Predmeritzer Mühlgraben und gehörte dem Gutsbesitzer Josef Voženílek. Die Geschichte der Kydlinov-Mühle reicht bis ins 14. Jahrhundert zurück. Die ursprünglichen Eigentümer erweiterten das Anwesen um eine Mühle, diese wechselte im Laufe der Zeit mehrfach den Besitzer, bis sie 1948 verstaatlicht und in ein Bauernanwesen umgewandelt wurde. | Wikidata-Objekt anzeigen  | Mühle Kydlínov                             |
| Hradec Králové, Na Valše 9/16 (Standort)                   | Walkmühle Königgrätz                          | ehem. Walkmühle Königgrätz – Valcha mlýn Hradec Králové; eine stillgelegte Mühle am Predmeritzer Mühlgraben, urspr. eine Walkmühle. |                           | BW                                         |
| Hradec Králové, Eliščino nábřeží (Standort)                | Königliche Mühle; Spitalmühle Königgrätz      | ehem. Königliche Mühle oder Spitalmühle Königgrätz – Hradní, Královský mlýn, Špitálský mlýn in Hradec Králové. Eine mittelalterliche Mühle, die sich in königlichem Besitz befand, in der Nähe des Hospitals St. Anna, während der Hussitenkriege zusammen mit der Burg zerstört, vermutlich auf dem Areal des heutigen Ostböhmischen Museums, genaue Lage unklar. Weitere alte Mühlen in Königgrätz waren: Panský mlýn, Křižovnický mlýn, Rormistrovský mlýn bzw. Nové mlýny, Orlický mlýn, Malšovický mlýn, Vorličný mlýn, Postřední mlýn, Šklubalovský mlýn, Štrachovský mlýn. |                           | BW                                         |
| Hradec Králové, Křižíkova 233/4 (Standort)                 | Neue Mühlen Königgrätz; Wasserkraftwerk Hučák | ehem. Rohrmeister-Mühle mit Wasserwerk und Sägemühle in Königgrätz, später Neue Mühlen, ab 1912 Wasserkraftwerk Hučák – Rormistrovský mlýn, vodarna a pila, Nové mlýny s vodárnou, Elektrárna Hučák Hradec Králové. Ursprünglich eine Mühle aus vorhussitischer Zeit auf der Elbinsel unterhalb des Burghügels, von der Wasser in die Stadt gepumpt wurde, blieb beim Bau der Festung zunächst stehen, später abgerissen. Danach wurden die sog. Neuen Mühlen errichtet, ungefähr an der Stelle des heutigen Kraftwerks am Hučák-Wehr. Das Wasserkraftwerk Hučák wurde zwischen 1909 und 1912 im Jugendstil erbaut. Architekt: František Sander (1871–1932). Es wurden drei Francis-Turbinen eingebaut, die 1925 nach Umbauten eine Leistung von 810 kW erreichten. Diese Turbinen sind zusammen mit den ursprünglichen Stromgeneratoren und anderen Geräten noch immer in Betrieb und steht seit 1958 unter Denkmalschutz. Zum Wasserkraftwerk gehörte ursprünglich auch ein Dampfkraftwerk. | 34888/6-555 Info Katalog  | weitere Bilder                             |
| Hradec Králové, Komenského (Standort)                      | Orlice-Mühle Königgrätz                       | ehem. Orlice-Mühle Königgrätz – Orlický mlýn an der Orlice (Adler); Mühle aus vorhussitischer Zeit, vermutlich identisch mit der späteren Vorličný mlýn, abgerissen. |                           | Orlice-Mühle Königgrätz                    |
| Kukleny, OT von Hradec Králové, Honkova 555/36 (Standort)  | Temeschwarer Mühle                            | ehem. Temeschwarer Mühle - Mlýn Temešvár (Hunšovský mlýn), Mühle am Elb-Mühlgraben (Malý Labský náhon) in Kukleny | Wikidata-Objekt anzeigen  | weitere Bilder                             |
| Hradec Králové-Březhrad, U Náhonu 3 (Standort)             | Cichorien-Mühle; Gregor-Mühle Brezhrad        | ehem. Cichorien-Mühle oder Gregor-Mühle – Grégrův mlýn (Březhradský mlýn); Cichorien mlýn Březhrad; Mühle am Elb-Mühlgraben (Malý Labský náhon) in Brezhrad, ab 1840 Zichorienmühle, heute Teil eines Fabrikkomplexes. |                           | Cichorien-Mühle; Gregor-Mühle Brezhrad     |
| Opatovice nad Labem, Ve Střídni 43 (Standort)              | Morávek-Obermühle Opatowitz                   | ehem. Morávek-Obermühle Opatowitz – Morávkův horní mlýn, Papírna am Opatovický kanál; ehemalige Papierfabrik am Anfang des Opatowitzer Kanals, 1930 als Mühle registriert, jetzt zum Wohnhaus umgebaut. |                           | Morávek-Obermühle Opatowitz                |
| Opatovice nad Labem, Klášterní 48 (Standort)               | Morávek-Niedermühle Opatowitz                 | ehem. Morávek-Niedermühle Opatowitz – Morávkův dolní mlýn am Opatovický kanál. Alte Klostermühle (1656 erwähnt) am Opatowitzer Kanal, jetzt ruinös, steht aber unter Denkmalschutz. Im Jahr 1804 wurde anstelle der Klostergebäude eine neue klassizistische Mühle errichtet. Im Jahr 1840 im Besitz des Landtagsabgeordneten František Morávek (1834–1918). Eingeschossige Mühle auf rechteckigem Grundriss mit Walmdach, errichtet in Ziegelbauweise mit rauem Putz und weißen Architekturelementen. Über dem Eingangsportal ist eine Kartusche mit gelbem Kranz und einer Muschel am oberen und unteren Rand angebracht. Darüber befinden sich zwei Reliefschilder. Das linke Emblem zeigt einen schwarzen Doppeladler mit Schwert und Zepter auf gelbem Grund mit einem goldenen Vlies um den Hals, der über seinem Kopf eine goldene Krone trägt, deren Bänder er im Schnabel hält. Das rechte Emblem ist im Schild zweigeteilt, in der unteren Hälfte ist auf goldenem Grund ein Tor dargestellt, aus dem ein blauer Baum wächst, in der oberen Hälfte ist auf rotem Grund ein springender weißer Löwe zu sehen. Bereits 1930 gab es eine Francis-Turbine zur Stromerzeugung.                                                      | 39147/6-2119 Info Katalog | weitere Bilder                             |
| Pardubice-Bílé Předměstí, U Mlýnů 1961 (Standort)          | Winternitzer Mühle                            | ehem. Winternitzer Mühle – Winternitzovy mlýny, Automatické mlýny am rechten Ufer der Chrudimka vor der Mündung in die Elbe; Automatische Mühlen der Gebrüder Egon Winternitz (1871–1932) und Karel Winternitz. Architekt: Josef Gočár (1880–1945) Die Gebäude wurden 1909/10 im Stil des Rondokubismus errichtet und 1958 unter Denkmalschutz gestellt. Der Mühlenbetrieb wurde 2013 nach über 100 Jahren eingestellt. Von 2020 bis 2023 erfolgte der Umbau zu einem Multifunktionszentrum. | 46077/6-4645 Info Katalog | weitere Bilder                             |
| Pardubice, Pod Sklípky 87 (Standort)                       | Kaisermühle Pardubitz                         | ehem. Kaisermühle Pardubitz – Císařský, Panský mlýn in Pardubice am Stadtgraben (Městská strouha), auch Kaisergraben (Císařský náhon) genannt. Nur der Torso einer abgetragenen Mühle aus dem 16. Jahrhundert ist erhalten, errichtet von Wilhelm II. von Pernstein (1438–1521). Unter Kaiser Rudolf II. (1552–1612) wurde sie 1596 wieder aufgebaut. Der Mahlbetrieb wurde 1910 eingestellt, als der ehem. Stadtgraben zugeschüttet wurde. Im Jahr 1965 wurde die Mühle abgerissen, nur ein Bogen vom Eingangsportal blieb erhalten. | 52717/6-2016 Info Katalog | Kaisermühle Pardubitz                      |
| Valy nad Labem, 18 (Standort)                              | Elbe-Mühle                                    | ehem. Elbe-Mühle Walle – Valský mlýn. Die Mühle stand am ehem. Mühlgraben am nördlichen Rand des Ortes Valy zwischen der Elbe und der Eisenbahnstrecke nach Pardubice, abgerissen. |                           | Elbe-Mühle                                 |
| Týnec nad Labem, Havlíčkova 142, im OT Vinařice (Standort) | Mühle Winarschitz                             | ehem. Mühle Winarschitz – Podskalský mlýn. Das 200 m lange Mühlengebäude steht am linken Elbufer im OT Vinařice und ist mit einem kleineren Gebäude verbunden, das auf einer künstlichen Insel steht. Die Mühle ist nicht in Betrieb. Das Areal gehört der Firma Pernes s.r.o. für Metallbearbeitung und Oberflächenbehandlung. Unterhalb befindet sich die Wasserkraftanlage MVE Týnec nad Labem, U Dráhy 143. | Wikidata-Objekt anzeigen  | weitere Bilder                             |
| Týnec nad Labem, Pivovarská 137 (Standort)                 | Perner-Mühle Elbeteinitz                      | Perner-Mühle Elbeteinitz – Pernerův, Podměstský, Janovský mlýn Týnec nad Labem. Große, renovierte Mühle in Elbeteinitz am rechten Elbufer. Die Mühle wurde an die Erben der Müllerfamilie Perner zurückgegeben, die den Mühlenbetrieb wieder aufnahmen. Im Jahr 2005 verkauften sie die Mühle an die Firma Český mlynář, s.r.o. Die Mühle ist noch heute in Betrieb. | Wikidata-Objekt anzeigen  | weitere Bilder                             |
| Veletov 43, Okres Kolín (Standort)                         | Mühle Veletov                                 | ehem. Mühle Veletov – Veletovský mlýn. Eine große, gepflegte Mühle, alleinstehend am Veletover Mühlgraben an der Elbe. Das Mühlengebäude ist nicht zugänglich, jetzt Mühle mit einer Turbine zur Stromerzeugung - Kleinwasserkraftwerk MVE Veletov. |                           | BW                                         |
| Kolín, Podskalské nábřeží 112 (Standort)                   | Radimský-Mühle Kolin                          | ehem. Radimský-Mühle Kolin – Podskalský, Radimského mlýn Kolín. Große verfallene Mühle am rechten Elbufer. Besitzer der Mühle bis 1907 war JUDr. V. Radimský (1839–1907), der Vater des Malers Václav Radimský (1867–1946). Die Mühle wurde im Rahmen der Restitution an die Erben des ursprünglichen Eigentümers JUDr. Radimský übergeben, der die Mühle in den 1990er Jahren wieder in Betrieb nahm und Roggenmehl produzierte. Wegen zu starker Konkurrenz wurde die Mühle aber bald wieder geschlossen werden und verfiel, 2023 wurde mit dem Abriss begonnen. |                           | Radimský-Mühle Kolin                       |
| Kolín, Rybářská 546 (Standort)                             | Formánek-Mühle Kolin                          | ehem. Formánek-Mühle Kolin – Formánkovský mlýn, Podklášterský, Podhradský, Podzámecký mlýn Kolín. Lage gegenüber der Radimský-Mühle Kolin. Eine große verfallene Mühle am linken Elbufer unterhalb von Schloss Kolín und der Brauerei. Seit Ende des 19. Jahrhunderts ist die Mühle im Besitz der Familie Formánek. Die Mühle wird nicht genutzt und verfällt. |                           | BW                                         |
| Klavary 34, OT von Nová Ves I (Standort)                   | Klawar-Mühle                                  | ehem. Klawar-Mühle – Klavarský mlýn. Ein großer verfallener Mühlenkomplex am linken Elbufer nahe der Ortschaft Klavary. Im Jahr 1848 kaufte die Familie Slánský die Mühle, die in den Jahren 1875 bis 1884 modernisiert wurde. Das Gebäude wurde im neogotischen Stil umgebaut und im Garten ein Sommerhaus errichtet. Im Jahr 1920 brannte die Mühle ab, wurde aber innerhalb von acht Jahren neu aufgebaut. Im Jahr 1930 verfügte die Mühle über eine Girard-Turbine und eine Francis-Turbine, beide Turbinen blieben erhalten. Die Mühle war bis Mitte der 1950er Jahre in Betrieb, danach diente sie als Schrottsammelstelle und Mischfutteranlage. Die Mühle besteht aus drei großen, miteinander verbundenen Gebäuden, seit 1992 ist sie verlassen und verfällt. In einem Teil des umzäunten Geländes befindet sich ein Sägewerk, in der Nähe befindet sich das Kleinwasserkraftwerk MVE Klavary. | Wikidata-Objekt anzeigen  | weitere Bilder                             |
| Poděbrady, Zámecké nábřeží (Standort)                      | Schlossmühle Podiebrad                        | ehem. Schlossmühle Podiebrad – Hlaváčův, Zámecký mlýn Poděbrady. Die Mühle stand am rechten Elbufer neben der Brauerei. Im Jahr 1933 brannte die Mühle ab. Die Ruine wurde erst in den 1950er Jahren abgetragen. |                           | Schlossmühle Podiebrad                     |
| Nymburk, Na Přístavě 266/4 und 1759/2 (Standort)           | Stadtmühle Nimburg                            | ehem. Stadtmühle Nimburg – Radimského, Šafaříkův, Městský mlýn Nymburk. Die Šafařík-Mühle (auch Stadtmühle) ist eine der letzten erhaltenen Flussmühlen in der Region Mittelböhmen. Ähnliche Mühlen gibt es noch in Hořín, Okres Mělník und Nezabudice. | Wikidata-Objekt anzeigen  | Stadtmühle Nimburg                         |
| Nymburk, Velké Valy 234 (Standort)                         | Burggraben-Mühle Nimburg                      | ehem. Burggraben-Mühle Nimburg – mlýn na Velkých Valech, Teklův, Valnohův mlýn, Mlejnek Nymburk. Die Mühle steht am Rande des historischen Teils der Stadt am ursprünglichen Burggraben (Velká Vala). Es handelt sich um einen Komplex aus mehreren, unterschiedlichen, dicht beieinander gebauten Gebäuden. |                           | Burggraben-Mühle Nimburg                   |
| Nymburk, Komárno 204 (Standort)                            | Walzenmühle Komárno                           | ehem. Walzenmühle Komárno – Válcový mlýn Nymburk. Mühle am linken Elbufer, in den 1930er Jahren wurden in der Mühle die Wasserräder durch Turbinen ersetzt. Nach einem Brand wurde das Gebäude auf ein Stockwerk reduziert. Heute befindet sich in der ehemaligen Mühle eine Tischlerei. Gegenüber auf der anderen Elbseite steht die Elbmühle Bašta. |                           | BW                                         |
| Nymburk-Drahelice, Kostomlátecká 208 (Standort)            | Drahelitzer Mühle                             | ehem. Drahelitzer Mühle – Drahelický mlýn Bašta. Mühle am rechten Elbufer, von der alten Großmühle ist nur noch das Wohngebäude übrig geblieben, das z. Z. restauriert wird. Auf dem Gelände der ehemaligen Mühle stehen mehrere Neubauten verschiedener Firmen. Eine der ältesten Mühlen Böhmens, erstmals 1294 erwähnt. Im Laufe der Jahre zu einer großen Mühle umgebaut, von der nur der klassizistische Bau des Wohnhauses aus dem Jahr 1783 erhalten geblieben ist. Zweigeschossiges Gebäude über rechteckigem Grundriss mit siebenachsiger Fassade und teilweise originalen Fenstern sowie einem Walmdach. An der Ostfassade befindet sich über dem Haupteingang ein Balkon auf vier Stelzen mit einem Metallgeländer. Die Innenräume haben flache Decken. Im ersten Stock im Ostteil befinden sich Wandmalereien von Antonín Mánes (1784–1843) und Václav Mánes (1793–1858) aus den 1830er und 1840er Jahren. Um 1900 als Mühle mit Sägewerk erwähnt und im Jahr 1923 als „Kunstvolle Walzenmühle auf der Bastei der Besitzerin Marie Tachecí“ bezeichnet, im Jahr 1930 mit einer Girard-Turbine versehen. Gegenüber auf der anderen Elbseite steht die Elbmühle Komárno.                                                        | 35398/2-1916 Info Katalog | weitere Bilder                             |
| Čelákovice, Na Hrádku 1046/7 (Standort)                    | Tschelakowitzer Mühle                         | ehem. Tschelakowitzer Mühle – Čelákovický mlýn, mlýn Na Hrádku; alter Mühlenstandort, jetzt Mlýn Čelákovice, spol. s r.o. | 33231/2-2032 Info Katalog | weitere Bilder                             |
| Lázně Toušeň, Mlýnská 30, 31 (Standort)                    | Mühle Tauschim                                | ehem. Mühle Tauschim – mlýn v Toušeni. Die ursprüngliche Wassermühle mit spätgotischem Kern wird seit dem Jahr 1370 urkundlich erwähnt. Nach dem Jahr 1547 war sie im Besitz der Familie Roudnický. Die Mühle besteht aus den Häusern Nr. 30 und Nr. 31 und einem Wirtschaftsgebäude. Sie sind aus Stein, mehrstöckig und im Renaissancestil ausgeführt, mit erhaltenen spätgotischen Details. An der Fassade sind Reste einer Sgraffito-Dekoration zu erkennen. Das Wasserrad und die Mühlenausrüstung sind nicht erhalten geblieben. Seit der Elbregulierung in den 1930er Jahren steht die Mühle nicht mehr am Flussufer. Die Mühle steht unter Denkmalschutz. | 18000/2-2175 Info Katalog | weitere Bilder                             |
| Stará Boleslav, Nábřeží 122/6 (Standort)                   | Šorel-Mühle Altbunzlau                        | ehem. Šorel-Mühle Altbunzlau – Šorelův, Voženílkův mlýn, Mlýn na ostrově in Stará Boleslav. Die Mühle steht auf einer Insel gegenüber der Schlossmühle. An Ende des 19. Jahrhunderts entstand hier ein Elektrizitätswerk, das 1933 renoviert wurde. Bis 1639 stand an der Stelle der Mühle eine Gutssägemühle, die im Dreißigjährigen Krieg zerstört wurde. Im Jahr 1863 ließ František Tůma das Gebäude zu einer großen modernen Mühle umbauen. Seinen Namen erhielt das Gebäude jedoch vom neuen Eigentümer, Antonín Šorel, der es 1897 gekauft hat. Später wurde die Mühle erweitert und um 1920 zu einer automatischen Mühle mit elektrischem Antrieb umgebaut. Nach 1945 wurde das Werk verstaatlicht und nach einigen Jahren geschlossen, die Anlagen demontiert und die Räumlichkeiten als Lager genutzt. | Wikidata-Objekt anzeigen  | weitere Bilder                             |
| Brandýs nad Labem, Na celné 389/7 (Standort)               | Schlossmühle Brandeis                         | ehem. Schlossmühle Brandeis – Podzámecký, Schubertův mlýn in Brandýs nad Labem. Ursprünglich handelte es sich um eine Renaissancemühle mit 11 Wasserrädern aus der Zeit Rudolfs II., es war die größte Mühle Böhmens. Das heutige Gebäude stammt aus dem 19. Jahrhundert. Vor der Mühle befindet sich eine Steinbrücke aus dem Jahr 1603, eine der ältesten Steinbrücken in Böhmen, mit einer Statue des Heiligen. Johannes von Nepomuk. Das historische Gebäude am Flussufer wurde 1971 durch einen Brand vollständig zerstört und anschließend abgerissen. | 10096/2-4247 Info Katalog | weitere Bilder                             |
| Kostelec nad Labem, T. G. Masaryka 270 (Standort)          | Walzenmühle Elbkosteletz                      | ehem. Walzenmühle oder Karasek-Mühle Elbkosteletz – Válcový, Karáskův mlýn in Kostelec nad Labem. Mühle am Elb-Mühlgraben (Mlýnský potok), wird z. Z. renoviert. |                           | Walzenmühle Elbkosteletz                   |
| Neratovice-Lobkovice, Palackého 1 (Standort)               | Lobkowitz-Mühle Neratowitz                    | ehem. Lobkowitz-Mühle Neratowitz – Lobkovický mlýn Neratovice. Der große Mühlenkomplex steht am linken Elbufer. Das Wasser wird über einen Mühlgraben von der Elbe zur Mühle geleitet. Im Jahr 2010 begann die Umrüstung des Mühlenbetriebs zu einem Kleinwasserkraftwerk, das Projekt wurde vom Europäischen Fonds für regionale Entwicklung kofinanziert. Das große Gebäude beherbergt Lagerhallen verschiedener Handelsunternehmen und ein Café. | Wikidata-Objekt anzeigen  | weitere Bilder                             |
| Hořín 2, Okres Mělník (Standort)                           | Schlossmühle Horzin                           | ehem. Schlossmühle Horzin – Zámecký mlýn Hořín. Mühle am Hořínský potok, einem Mühlgraben der Moldau (Vltava). Die Schlossmühle gehört zu einer kleinen Gruppe noch erhaltener barocker Flussmühlen. Es scheint, dass das Gebäude in seiner unveränderten Aufteilung und dem äußeren Erscheinungsbild der Fassaden erhalten geblieben ist. Sie gehört zu den wenigen Mühlen, die nahe am Herrenhaus im Schlosspark stehen. Sie wird derzeit rekonstruiert. | Wikidata-Objekt anzeigen  | weitere Bilder                             |
| Mělník-Pšovka, Čertovská 1115/5 (Standort)                 | Elbmühle Melnik                               | ehem. Elbmühle Melnik – Polabský, Podlabský, Čertovský, Kosairův mlýn in Mělník am Elbhafen. Die Mühle steht nahe der Mündung des Bachs Pšovka in die Elbe. Der Mühlenkomplex besteht aus drei miteinander verbundenen Gebäuden, zwei Betriebsgebäuden und einem Wohngebäude. Der ehem. Mühlgraben verlief zwischen den Betriebsgebäuden hindurch. Der Mühlenkomplex steht seit 2010 unter Denkmalschutz. | 103974 Info Katalog       | weitere Bilder                             |
| Liběchov, Pražská 41 (Standort)                            | Libocher Mühle                                | ehem. Libocher Mühle – Liběchovský mlýn; Papouškův, Zámecký mlýn am Bach Liběchovka. Die Mühle liegt im historischen Teil der Stadt in der Nähe vom Schloss und grenzt an die ehemalige Brauerei. Die Mühle ist baufällig, der Wohnflügel ist frisch renoviert. Auf dem Gelände befinden sich noch zwei Wirtschaftsgebäude, deren Dächer erhebliche Schäden aufweisen. Seit Herbst 2016 versucht der neue Eigentümer, die Mühle zu retten. Nach Angaben des Eigentümers soll im Gebäude mit der relativ gut erhaltenen Mühlenausstattung ein kleines Museum und ein Ort für kulturelle Veranstaltungen eingerichtet werden. Die Mühle steht gemeinsam mit dem Schlossareal unter Denkmalschutz, ist aber noch nicht für die Öffentlichkeit zugänglich. Mühle und Wohnhaus befinden sich unter einem Dach, sind aber räumlich getrennt. Das Gebäude ist ein Backsteinbau und hat zwei Stockwerke. Die Wasserzufuhr erfolgte über einen 800 m langen Mühlgraben. Im Jahr 1930 verfügte die Mühle über ein Wasserrad (Fallhöhe 5,8 m). Das Wasserrad wurde später durch eine noch heute existierende Francis-Turbine ersetzt. Das Sägewerk an der Mühle ist verschwunden.                                                                   | 24972/2-3757 Info Katalog | weitere Bilder                             |
| Roudnice nad Labem, Mlýnská 297 (Standort)                 | Gutsmühle Raudnitz                            | ehem. Gutsmühle Raudnitz – Panský mlýn Roudnice. Bereits 1592 als Gutsmühle am linken Elbufer erstmals erwähnt. Dazu gehörte vermutlich auch eine Sägemühle, die sich auf der benachbarten Elbinsel befand. Im Jahr 1738 wurde die alte Mühle abgerissen und an ihrer Stelle bis 1744 ein Neubau im Barockstil errichtet. 1843 kam zur Mühle noch ein Sägewerk hinzu. Durch das große Hochwasser von 1890 wurden beide Gebäude schwer beschädigt, so dass im Jahr 1908 die baufälligen Gebäude abgerissen wurden. Zwei Jahre später wurde ein Nachbau der ursprünglichen Barockmühle errichtet, der seit 1992 unter Denkmalschutz steht und Teil der städtischen Denkmalzone von Roudnice nad Labem ist. Die Sägemühle wurde jedoch nicht wiederhergestellt. Das Gebäude der ehemaligen Barockmühle liegt innerhalb des Stadtkerns und ist ein markantes Bauwerk am Elbufer. Es handelt sich um einen weitläufigen zweistöckigen Backsteinbau auf rechteckigem Grundriss mit zwei reich verzierten Volutengiebeln an den schmaleren Seiten und zwei weiteren, kleineren Giebeln an den Längsseiten des Gebäudes. Die reiche Stuckdekoration im Stil des Spätbarock wird durch Jugendstilelemente aus dem frühen 20. Jahrhundert ergänzt. | 16018/5-2276 Info Katalog | weitere Bilder                             |
| Litoměřice (Standort)                                      | Stadtmühle Leitmeritz                         | ehem. Stadtmühle Leitmeritz – Městský mlýn, Starý mlýn Litoměřice. Die alte Mühle wurde um 1873 beim Bau der Eisenbahnstrecke Nymburk-Děčín abgerissen, nachdem auf der nahe gelegenen Insel eine neue Mühle in Betrieb genommen worden war. |                           | BW                                         |
| Litoměřice, Velká Mlýnská 25/1 (Standort)                  | Dampfmühle der Gebrüder Conrath Leitmeritz    | Dampfmühle der Gebrüder Conrath Leitmeritz – Mlýn na Střeleckém ostrově v Litoměřicích; Parní mlýn bratří Conrathů Litoměřice. Die alte Wassermühle am Elbmühlgraben wurde um 1873 beim Eisenbahnbau abgerissen und stattdessen auf der Schützeninsel (Střelecký ostrov) eine neue Dampfmühle errichtet. Die Mühle ist weiterhin in Betrieb, jetzt GoodMills Czech Republic, s.r.o. |                           | Dampfmühle der Gebrüder Conrath Leitmeritz |
| Litoměřice, Máchovy schody 9/2 (Standort)                  | Barockmühle Leitmeritz                        | ehem. Barockmühle Leitmeritz – Barokní mlýn Litoměřice am Pokratitzer Bach. Eine mehrstöckige Mühle im Stil des Spätbarock am Pokratitzer Bach, jetzt Pension. Das Mühlengebäude mit markantem Volutengiebel und Arkaden vom Ende des 18. Jahrhunderts steht unter Denkmalschutz. Das heutige Erscheinungsbild erhielt es 1996/97 im Zuge einer umfassenden Rekonstruktion. | 14180/5-1824 Info Katalog | Barockmühle Leitmeritz                     |
| Litoměřice, Křížová 79/2 (Standort)                        | Rochel-Mühle Leitmeritz                       | ehem. Rochel-Mühle Leitmeritz am Pokratitzer Bach – mlýn v Krupce, Rochelův mlýn Litoměřice am Pokratický potok |                           | Rochel-Mühle Leitmeritz                    |
| Litoměřice-Rybáře, Pobřežní 669/11 (Standort)              | Mühle Rybáře                                  | ehem. Mühle Rybáře – mlýn a pila v Rybářích. Die Mühle steht im OT Rybáře unterhalb des Dombergs und der Eisenbahnstrecke Litoměřice – Ústí nad Labem. Durch den Eisenbahnbau wurde der ursprüngliche Holzteil der Mühle abgerissen und nur der gemauerte Teil blieb stehen, heute ein Wohnhaus. |                           | BW                                         |
| Žalhostice 56 (Standort)                                   | Tschalositzer Mühle                           | ehem. Tschalositzer Mühle – Žalhostický mlýn. Die Mühle steht am Ortsrand direkt am Elbufer und wurde 2002 durch ein Hochwasser beschädigt, danach aber wieder instandgesetzt, jetzt als Wohnhaus genutzt. |                           | BW                                         |
| Lovosice (Standort)                                        | Schiffsmühle Lobositz                         | ehem. Schiffsmühle Lobositz – Lodní mlýn u Lovosic. Die Schiffsmühle stand bis 1911 entsprechend einer historischen Karte am Ufer einer heute nicht mehr existierenden Insel in Lobositz. |                           | BW                                         |
| Velké Žernoseky (Standort)                                 | Schiffsmühle Groß Tschernosek                 | ehem. Schiffsmühle Groß Tschernosek – Lodní mlýn Velké Žernoseky. Die Schiffsmühle stand entsprechend einer historischen Karte bis zur Elbregulierung hier. |                           | BW                                         |
| Libochovany (Standort)                                     | Schiffsmühle Libochowan                       | ehem. Schiffsmühle Libochowan – Lodní mlýn u Libochovan. Die Schiffsmühle stand am rechten Elbufer in einer Bucht nahe einer Insel, die im Zuge der Elbregulierung verschwand. |                           | BW                                         |
| Dolní Zálezly (Standort)                                   | Schiffsmühle Salesel                          | ehem. Schiffsmühle Salesel – Lodní mlýn Dolní Zálezly. Die Schiffsmühle stand am linken Elbufer in der Nähe des Hafens. |                           | BW                                         |
| Sebuzín 40, OT von Ústí nad Labem (Standort)               | Mühle Sebusein I                              | ehem. Mühle Sebusein I – mlýn v Sebuzíně I am Tlučeňský potok. Das große Mühlengebäude steht an einem Hang in einer engen Gasse im Zentrum von Sebuzín. In der Nähe der Mühle befand sich ein Sägewerk. Der jetzige Besitzer repariert derzeit die Mühle. Oberhalb der Mühle steht eine weitere Mühle bei Nr. 65. |                           | BW                                         |
| Sebuzín 65 (Standort)                                      | Mühle Sebusein II                             | ehem. Mühle Sebusein II – mlýn v Sebuzíně II am Tlučeňský potok. Die große Mühle steht an einem Hang auf einer Steinterrasse. Die Mühle wird zu Wohnzwecken genutzt. Unterhalb der Mühle befindet sich eine weitere Mühle bei Nr. 40. |                           | BW                                         |
| Střekov (Standort)                                         | Schiffsmühle Schreckenstein                   | ehem. Schiffsmühle Schreckenstein – Lodní mlýn Střekov. Die Schiffsmühle stand am rechten Elbufer. |                           | BW                                         |
| Ústí nad Labem-Střekov (Standort)                          | Schiffsmühle Krammel                          | ehem. Schiffsmühle Krammel – Lodní mlýn Kramoly. Die Schiffsmühle stand am rechten Elbufer in der Nähe des OT Střekov, wo sich früher die Siedlung Kramoly befand. |                           | BW                                         |
| Svádov, OT von Ústí nad Labem (Standort)                   | Schiffsmühle Schwaden                         | ehem. Schiffsmühle Schwaden – Svádovské lodní mlýny. Die Schwadener Schiffsmühlen befanden sich in der Nähe des Dorfes Svádov am rechten Elbufer, gegenüber von Neštěmice. Um 1900 wurde der Mahlbetrieb eingestellt und die Mühlen wurden wegen des zunehmenden Kohletransports per Schiff nach Sachsen entfernt. |                           | BW                                         |
| Povrly, Labská 2/10 (Standort)                             | Alte Mühle Pömmerle                           | ehem. Alte Mühle Pömmerle – Starý mlýn am Lužecký potok, wird derzeit als Wohnhaus genutzt. |                           | BW                                         |
| Podmokly, Čsl. mládeže 5/9 (Standort)                      | Alte Mühle Bodenbach                          | ehem. Alte Mühle Bodenbach – Starý mlýn Podmokly am Jílovský potok. Die urspr. Mühle wurde in eine Spinnerei umgewandelt, deren Verwaltungsgebäude heute als medizinische Fachschule dient. |                           | Alte Mühle Bodenbach                       |
| Děčín-Čertova voda, Strážní 62 (Standort)                  | Stolz-Mühle Tschirte                          | ehem. Stolz-Mühle Tschirte – Stolzův mlýn am Čertova voda. Die Mühle entstand 1722 durch den Umbau einer älteren Sägemühle, 1729 wurde noch eine weitere Mühle errichtet, deren genaue Lage unklar ist. Im Dorf gab es außerdem eine Lohmühle. |                           | BW                                         |
| Děčín-Dolní Žleb (Standort)                                | Effenberger-Mühle Niedergrund                 | ehem. Effenberger-Mühle Niedergrund – Effenbergerův mlýn in Dolní Žleb am Dolnožlebský potok (Niedergrunder Bach). Ruine einer Mühle, die laut Angaben des Besitzers später in eine Knopffabrik umgebaut wurde. Das Gebäude befindet sich am westlichen Rand des Dorfes. |                           | weitere Bilder                             |
| Děčín-Dolní Žleb 27 (Standort)                             | Hietel-Mühle Niedergrund I                    | ehem. Hietel-Mühle Niedergrund I – Hietelův mlýn I in Dolní Žleb am Dolnožlebský potok. Ein erhaltenes Mühlengebäude, das derzeit als Werkstatt genutzt wird. |                           | BW                                         |
| Děčín-Dolní Žleb 28 (Standort)                             | Hietel-Mühle Niedergrund II                   | ehem. Hietel-Mühle Niedergrund II – Hietelův mlýn II in Dolní Žleb am Dolnožlebský potok. Das Gebäude einer ehemaligen Mühle beherbergt heute das Gasthaus „Dolní Grund“, den Vorkriegsnamen des Dorfes Dolní Žleb. |                           | weitere Bilder                             |
| Schöna 108b (Standort)                                     | Gelobtbachmühle                               | ehem. Gelobtbachmühle – Klopotský mlýn am Gelobtbach (Klopotský potok), auf sächsischer Seite. Diese heute verlassene Mühle liegt an der Grenze zwischen Böhmen und Sachsen, die durch den Gelobtbach (Klopotský potok) gebildet wird. Das Gebäude befindet sich in Sachsen. |                           | weitere Bilder                             |